# Bert Dietz
Bert Dietz (* 9. Februar 1969 in Leipzig) ist ein ehemaliger Radrennfahrer. Er fuhr für das Team Telekom.

## Karriere
Bert Dietz feierte 1986 einen ersten Höhepunkt seiner Karriere, als er mit dem DDR-Straßenvierer die Bronzemedaille bei den UCI-Straßen-Weltmeisterschaften der Junioren in Casablanca errang. Zwei Jahre später (1988) wurde Dietz Vierter bei den DDR-Straßenmeisterschaften der Erwachsenen. Er startete für den SC DHfK Leipzig. Nach 1989 fuhr Dietz weitere Amateur-Erfolge als Fahrer des Teams RSG Nürnberg ein. So gewann er 1990 die Thüringen-Rundfahrt und 1993 die Rheinland-Pfalz-Rundfahrt. 1993 wurde er Deutscher Straßenmeister der Amateure.
Mit diesem Erfolg im Rücken schaffte Dietz 1994 den Sprung zu den Profis und unterschrieb einen Vertrag bei der Telekom-Mannschaft. Bereits in seinem ersten Jahr feierte er den wohl größten Erfolg seiner Karriere: er gewann bei der Vuelta die Königsetappe in der Sierra Nevada, die in 2300 Meter Höhe endete, vor Laurent Jalabert. Nach eigener Aussage hat er schon zu dieser Zeit leistungssteigernde Substanzen verwendet wie etwa Cortison oder einen speziellen „Cocktail“ des Betreuers Jef D’hont.
1996 wurde Dietz Zweiter bei der Schweden-Rundfahrt. 1997 gewann er eine Etappe bei der Aragon-Rundfahrt. 1999 wechselte Dietz zum Team Nürnberger. Mit diesem Team wurde er im Jahr 2000 Dritter bei einer Etappe der Deutschland Tour. Im selben Jahr beendete Bert Dietz seine Laufbahn als Radfahrer.

## Berufliches
Derzeit (Stand 2022) betreibt Bert Dietz den Sportartikelversand Bert Dietz Sportswear Ltd. mit Sitz in Trebsen.

### Dopinggeständnis
Am 21. Mai 2007 gestand Dietz in der ARD-Sendung Beckmann, seit 1995 zunächst beim damaligen Team Telekom und später beim Team Nürnberger (unter Anleitung und fortgesetzter Betreuung durch die nachfolgend genannten Team-Telekom-Ärzte) regelmäßig mit EPO gedopt zu haben. In diesem Zusammenhang nannte er auch leitende Manager vom damaligen Team Telekom, die u. a. mit der Abrechnung der durch Fahrer verbrauchten Dopingmittel befasst gewesen sein sollen.
Neben Management und Betreuern belastete er vor allem die beiden damaligen Mannschaftsärzte von Team Telekom, Lothar Heinrich und Andreas Schmid von der Universitätsklinik Freiburg, schwer. Er erklärte, beide hätten ihm damals die Verwendung von EPO nicht nur empfohlen, sondern ihm das Mittel (postalisch oder über Mittelsmänner im Team) zugeführt und in Einzelfällen sogar persönlich gespritzt. (Heinrich und Schmid waren bereits Anfang Mai 2007 vom Team T-Mobile suspendiert worden, nachdem ihnen der belgische Masseur Jef D’hont ihre Beteiligung am organisierten Doping vorgeworfen hatte. Nach Dietz’ Enthüllungen gestanden beide Ärzte, systematisches Doping betrieben zu haben.)
Bert Dietz wies in der Sendung Beckmann ausdrücklich darauf hin, dass er seine Doping-Vergangenheit hauptsächlich aus zweierlei Gründen offenlege: Zum einen, weil er sich persönlich nicht mehr dem Dilemma aussetzen wolle, seine Doping-Vergangenheit privat wie öffentlich leugnen zu müssen und letztlich vielleicht das Opfer von Enthüllungen zu werden.
Zum anderen aber hoffe er, durch sein Eingeständnis deutlich sichtbar zu machen, dass Doping im Radsport eine weit verbreitete Praxis sei. Nur ein radikaler Bruch könne einen Neuanfang für den Radsport ermöglichen. Dieser Neuanfang solle es vor allem den aktiven Fahrern ermöglichen, mit ihrer Doping-Vergangenheit wie -Gegenwart zu brechen. Einzelne Athleten als Sündenbock hinzustellen, wäre angesichts einer stillschweigenden Akzeptanz durch eine Mehrheit von Aktiven, Funktionären und Offiziellen sowie der medialen Öffentlichkeit einseitig und ungerecht.

## Wichtigste Erfolge
1990
- Internationale Thüringen Rundfahrt

1992
- Internationale Thüringen Rundfahrt
- Hessen-Rundfahrt
- Rund um die Nürnberger Altstadt

1993
- Rheinland-Pfalz-Rundfahrt
- Niedersachsen-Rundfahrt
- Straßenmeister der Amateure bei den Deutschen Straßen-Radmeisterschaften

1995
- eine Etappe Vuelta a España